# Enrique Martínez Cubells
Enrique Martínez-Cubells y Ruiz Diosayuda (Madrid, 28 de abril de 1874-Málaga, 25 de febrero de 1947) fue un pintor español.

## Biografía y obra
Era hijo del también pintor Salvador Martínez Cubells. Comenzó sus estudios en el taller de su padre, Salvador, y los amplió en la Escuela Especial de Pintura, Escultura y Grabado de Madrid y en la Escuela de Bellas Artes de San Fernando. En 1899 se trasladó a Alemania por un tiempo, estableciéndose en Múnich y viajando por diferentes países de Europa. Se dejó influir especialmente por el arte moderno alemán, pintando asuntos marinos y portuarios, escenas de género y retratos. De vuelta a España fue profesor de la Escuela de Artes y Oficios de Madrid y de la Escuela de Bellas Artes de San Fernando de las que había sido alumno.
Participó en numerosas muestras y exposiciones; en las Exposiciones Nacionales de Bellas Artes obtuvo tercera medalla en 1897, segunda en 1899 y 1901, y primera en las ediciones de 1904 y 1912. Asimismo, fue galardonado con primera medalla en la Exposición Internacional de Buenos Aires de 1910 y con gran premio en la de Panamá de 1916. Ingresó como académico en la Real de San Fernando de Madrid y ostentó numerosas distinciones y condecoraciones.
Se especializó en temas de carácter costumbrista y de contenido social, muy frecuentemente relacionados con el mar y la pesca, aunque también plasmó paisajes urbanos, interiores y ambientes rurales. En 1904 obtuvo primera medalla en la Exposición Nacional de Bellas Artes con el lienzo Trabajo, descanso y familia, obra propiedad del Museo del Prado de Madrid que se encuentra en depósito en el Museo de Bellas Artes de Valencia. En 1912 consiguió igual galardón con la obra La vuelta de la pesca, también propiedad de Museo del Prado, expuesta en el Museo de Málaga.
En el Museo Carmen Thyssen Málaga se encuentra representada su obra con diferentes lienzos, como son Pescadores arrastrando la barca (sin fecha), La vuelta de la pesca (1911), obra similar a la perteneciente al Museo del Prado, La Puerta del Sol, Madrid 1902, obra que también fue mandada por el artista a la Exposición Nacional de Bellas Artes, y Mujer bretona (1899-1900), que pintó posiblemente durante uno de sus viajes a Francia, representando una escena de interior costumbrista, donde vemos a una mujer sentada casi en penumbra en el interior de una casa.
En 2003 el Centro de Exposiciones y Congresos de Ibercaja en Zaragoza, le dedicó una importante muestra monográfica.